# Chiasmia
Chiasmia is een geslacht van vlinders van de familie spanners (Geometridae), uit de onderfamilie Ennominae.

## Soorten
- C. abnormata (Prout, 1917)
- C. abyssinica Krüger, 2001
- C. acutiapex Krüger, 2001
- C. adelpha Krüger, 2001
- C. aestimaria (Hübner, 1809)
- C. affinis (Warren, 1902)
- C. albivia (Prout, 1915)
- C. alternata (Warren, 1899)
- C. amarata (Guenée, 1858)
- C. ammodes (Prout, 1922)
- C. androphoba Krüger, 2001
- C. angolae (Bethune-Baker, 1913)
- C. angolaria (Snellen, 1872)
- C. anguifera (Prout, 1934)
- C. arenosa (Butler, 1875)
- C. assimilis (Warren, 1899)
- C. ate (Prout, 1926)
- C. aureobrunnea Krüger, 2001
- C. austera (Prout, 1932)
- C. avitusarioides (Herbulot, 1957)
- C. baringensis Agassiz, 2009
- C. boarmioides Krüger, 2001
- C. bomfordi Krüger, 2001
- C. brongusaria (Walker, 1860)
- C. brunnescens Krüger, 2001
- C. buettikeri (Wiltshire, 1980)
- C. butaria (Swinhoe, 1904)
- C. calvifrons (Prout, 1916)
- C. cararia (Swinhoe, 1904)
- C. castanea Krüger, 2001
- C. collaxata (Herbulot, 1987)
- C. confuscata (Warren, 1899)
- C. contaminata (Warren, 1902)
- C. conturbata (Warren, 1898)
- C. coronoleucas (Prout, 1915)
- C. costicommata (Prout, 1922)
- C. costiguttata (Warren, 1899)
- C. crassata (Warren, 1897)
- C. crassilembaria (Mabille, 1880)
- C. crumenata (Fletcher D. S., 1963)
- C. curvifascia (Warren, 1897)
- C. curvilineata (Warren, 1899)
- C. danmariae Krüger, 2001
- C. deceptrix Krüger, 2001
- C. deleta Krüger, 2001
- C. dentilineata (Warren, 1899)
- C. diarmodia (Prout, 1925)
- C. dodoma Krüger, 2001
- C. duplicilinea (Warren, 1897)
- C. evansi Krüger, 2001
- C. extrusilinea (Prout, 1925)
- C. featheri (Prout, 1922)
- C. feraliata (Guenée, 1858)
- C. fitzgeraldi (Carcasson, 1964)
- C. flavicuneata (Herbulot, 1987)
- C. fontainei (Fletcher D. S., 1963)
- C. frontosa (Wiltshire, 1986)
- C. fulvimargo (Warren, 1899)
- C. fulvisparsa (Warren, 1897)
- C. furcata (Warren, 1897)
- C. fuscataria (Möschler, 1887)
- C. geminilinea (Prout, 1932)
- C. getula (Wallengren, 1872)
- C. grandis Krüger, 2001
- C. grimmia (Wallengren, 1872)
- C. grisescens (Prout, 1916)
- C. gueyei Sircoulomb, 2009
- C. gyliura (Prout, 1932)
- C. herbuloti (Viette, 1973)
- C. hunyani Krüger, 2001
- C. hypactinia (Prout, 1916)
- C. imitatrix Krüger, 2001
- C. impar (Warren, 1897)
- C. improcera (Herbulot, 1987)
- C. inaequilinea (Warren, 1911)
- C. inconspicua (Warren, 1897)
- C. infabricata (Prout, 1934)
- C. inouei (Herbulot, 1987)
- C. inquinata Krüger, 2001
- C. insulicola Krüger, 2001
- C. interrupta (Warren, 1897)
- C. iringa Krüger, 2001
- C. johnstoni (Butler, 1893)
- C. kenyae Krüger, 2001
- C. kilifi Krüger, 2001
- C. kilimanjarensis (Holland, 1892)
- C. kirbyi (Wallengren, 1875)
- C. latimarginaria (Rebel, 1907)
- C. lindemannae (Fletcher D. S., 1958)
- C. livorosa (Herbulot, 1964)
- C. maculosa (Warren, 1899)
- C. majestica (Warren, 1901)

- C. malgassofusca Krüger, 2001
- C. marmorata (Warren, 1897)
- C. maronga Krüger, 2001
- C. megalesia (Viette, 1975)
- C. melsetter Krüger, 2001
- C. monopepla (Prout, 1934)
- C. morogoro Krüger, 2001
- C. multistrigata (Warren, 1897)
- C. murina Krüger, 2001
- C. nana (Warren, 1898)
- C. natalensis (Warren, 1904)
- C. neolivorosa Krüger, 2001
- C. nevilledukei Krüger, 2001
- C. ngami Krüger, 2001
- C. nobilitata (Prout, 1913)
- C. normata (Walker, 1861)
- C. nubilata (Warren, 1897)
- C. obliquilineata (Warren, 1899)
- C. observata (Walker, 1861)
- C. olindaria (Swinhoe, 1904)
- C. orientalis Krüger, 2001
- C. orthostates (Prout, 1915)
- C. ostentosaria (Möschler, 1887)
- C. parallacta (Warren, 1897)
- C. parastreniata Krüger, 2001
- C. paucimacula Krüger, 2001
- C. percnoptera (Prout, 1915)
- C. peremarginata Krüger, 2001
- C. pervittata (Hampson, 1909)
- C. phaeostigma (Fletcher D. S., 1958)
- C. pinheyi Krüger, 2001
- C. plutocrypsis (Herbulot, 1987)
- C. procidata (Guenée, 1858)
- C. puerilis (Prout, 1916)
- C. punctilinea (Prout, 1917)
- C. rectilinea (Warren, 1905)
- C. rectistriaria (Herrich-Schäffer, 1854)
- C. rhabdophora (Holland, 1892)
- C. sangueresara Krüger, 2001
- C. sareptanaria (Staudinger, 1871)
- C. semialbida (Prout, 1915)
- C. semicolor (Warren, 1899)
- C. semiolivacea Krüger, 2001
- C. semitecta (Walker, 1861)
- C. senegambiensis Krüger, 2001
- C. separata (Druce, 1883)
- C. simplex Krüger, 2001
- C. simplicilinea (Warren, 1905)
- C. somalica Krüger, 2001
- C. sordidula (Bastelberger, 1909)
- C. soror Krüger, 2001
- C. sororcula (Warren, 1897)
- C. streniata (Guenée, 1858)
- C. subcretata (Warren, 1905)
- C. subcurvaria (Mabille, 1897)
- C. subvaria (Bastelberger, 1907)
- C. sudanata (Warren & Rothschild, 1905)
- C. sufflata (Guenée, 1858)
- C. suriens (Strand, 1912)
- C. syriacaria (Staudinger, 1871)
- C. tecnium (Prout, 1916)
- C. tetragraphicata (Saalmüller, 1880)
- C. threnopis (Fletcher D. S., 1963)
- C. trigonoleuca (Herbulot, 1987)
- C. trinotata (Warren, 1902)
- C. trinotatula Krüger, 2001
- C. trirecurvata (Saalmüller, 1891)
- C. tristis Krüger, 2001
- C. trizonaria (Hampson, 1909)
- C. tsaratanana (Viette, 1980)
- C. turbulentata (Guenée, 1858)
- C. umbrata (Warren, 1897)
- C. umbratilis (Butler, 1875)
- C. unifilata (Warren, 1899)
- C. uniformis Krüger, 2001
- C. unigeminata (Prout, 1923)
- C. vau (Prout, 1913)
- C. velia Agassiz, 2009
- C. warreni (Prout, 1915)
- C. zelota Prout, 1922
- C. zobrysi Krüger, 2001